# Artemi Ilitch Tolboukhine
Artemi Ilitch Tolboukhine (en russe : Артемий Ильич Толбухин) était un marin russe dont l'essentiel de la carrière se déroula durant la première moitié du XVIIIe siècle. Élevé par l’impératrice Élisabeth Ire au grade de contre-amiral, il mourut le 8/19 novembre 1750. Il appartient à la famille des anciens princes Tolboukine.

## Biographie
Fils du lieutenant-colonel Ilya Vassilievitch Tolboukhine (Илья Васильевич Толбухин), Artemi Ilitch fut diplômé de l'École de navigation (devenue en 1715 l'Académie de la garde navale) en 1716.
En octobre de la même année, il fut envoyé à Venise pour parfaire son éducation maritime, et prit part à plusieurs rencontres navales contre la flotte ottomane lors de la guerre vénéto-austro-ottomane de 1714–1718, qui fut marquée par la défaite vénitienne du cap Matapan, le 19 juillet 1717.
À son retour en Russie, le 1er juin 1720, il fut promu sous-lieutenant (Унтер-лейтенант, « sergent-lieutenant », grade qui occupait alors la 12e classe de la table des rangs).
En 1723, il fut envoyé à Voronej pour surveiller la construction de la flotte puis reçut, en 1726, son premier commandement, celui du Saint-Jacob (Святой Яков) et fut promu lieutenant.
En 1730, il fut nommé conseiller (советник) au collège de l'Amirauté, puis devint auditeur (прокурор) en 1733.
En 1739, il fut promu capitaine de la flotte des galères (капитаны галерного флота).
En 1743, peu avant la fin de la guerre russo-suédoise (dite aussi Guerre des Chapeaux, 1741–1743), sous le commandement du général Piotr Petrovitch Lassy (Пётр Петровичъ Ласси, 1678–1751), il fut nommé commandant d'une escadre de galères envoyée vers l'archipel Åland, à l'entrée du golfe de Botnie, qui détruisit une flottille suédoise.
Après avoir exercé ce commandement durant près de trois années, il fut nommé le 19 août 1745 capitaine-commandant (капитан-командоры).
En octobre 1746, il fut nommé chef du bureau de la flotte des galères.
Promu contre-amiral le 17 avril 1750, il mourut peu après (8/19 novembre 1750).

## Sources
- (ru) Cet article est partiellement ou en totalité issu de l’article de Wikipédia en russe intitulé « Толбухин, Артемий Ильич » (voir la liste des auteurs).
- « Руниверс, encyclopédie des sciences navales et militaires, volume VII, p. 497 »